# Gante-Wevelgem 1952
La Gante-Wevelgem 1952 fue la 14.ª edición de la carrera ciclista Gante-Wevelgem y se disputó el 3 de abril de 1952 sobre una distancia de 240 km.  
El belga Raymond Impanis (Garin-Wolber) ganó en la prueba al imponerse en solitario a sus dos compañeros de fuga. Sus compatriotas Maurice Blomme y Alois De Hertog fueron segundo y tercero respectivamente.  

## Clasificación final
| Posición | Ciclista             | Equipo             | Tiempo    |
| -------- | -------------------- | ------------------ | --------- |
| 1        | Raymond Impanis      | Garin-Wolber       | 6h 27'00" |
| 2        | Maurice Blomme       | Bertin             | m.t.      |
| 3        | Alois De Hertog      | Alcyon-Dunlop      | m.t.      |
| 4        | André Rosseel        | Terrot-Wolber      | a 1'38"   |
| 5        | Jacques Marinelli    | Vanoli             | m.t.      |
| 6        | Roger De Corte       | Groene Leeuw       | a 4'05"   |
| 7        | Alois Van Steenkiste | Mercier-Hutchinson | m.t.      |
| 8        | Gilbert Vermote      | Groene Leeuw       | m.t.      |
| 9        | Arthur Mommerency    | Devos Sport        | a 5'23"   |
| 10       | Lode Wouters         | Alcyon-Dunlop      | m.t.      |